# Centaurea scripczinskyi
Centaurea scripczinskyi là một loài thực vật có hoa trong họ Cúc. Loài này được Mikheev mô tả khoa học đầu tiên năm 1997.